# Günther Bornkamm
Günther Bornkamm (* 8. Oktober 1905 in Görlitz; † 18. Februar 1990 in Heidelberg) war ein deutscher evangelischer Theologe.

## Leben
Bornkamm studierte in Tübingen, Marburg und Göttingen. Er war ein Schüler von Rudolf Bultmann und wurde 1930 an der Universität Marburg zum Dr. theol. promoviert. 1934 habilitierte er sich an der Universität Königsberg. Aufgrund seiner Mitarbeit in der Bekennenden Kirche wurde ihm 1937 die venia legendi entzogen. Er wirkte bis zu deren Schließung 1939 als Dozent an der Theologischen Schule Bethel und anschließend als Pfarrer in Münster und Dortmund. 1945 konnte er die Dozentur in Bethel wieder aufnehmen.
Von 1947 bis 1949 war Bornkamm Professor an der Universität Göttingen, von 1949 bis 1971 Professor für Neues Testament an der Universität Heidelberg. 1965/66 amtierte er als Rektor der Universität.
In seiner Heidelberger Zeit verfasste er sein bekanntestes Werk Jesus von Nazareth. Darin zeigte sich Bornkamm – im Unterschied zu seinem Lehrer Bultmann – optimistisch, dass der kritische Exeget zwischen „echten“, von Jesus stammenden, und „unechten“, d. h. von der Gemeinde gebildeten, Jesusworten unterscheiden könne. Es sei möglich, die Geschichte Jesu aus dem Kerygma herauszufiltern. Das Buch wurde in mehrere Sprachen übersetzt.
Mit seiner Untersuchung zur Überlieferung und Auslegung im Matthäusevangelium, die auch ins Englische übersetzt wurde, gilt Bornkamm als einer der Mitbegründer des redaktionsgeschichtlichen Forschungsansatzes.
Sein Buch Paulus widmete er Hans Freiherr von Campenhausen „zum 65. Geburtstag in Freundschaft“.
Bornkamm war seit 1956 Mitglied der Heidelberger Akademie der Wissenschaften. Er gehörte ferner dem Ökumenischen Arbeitskreis evangelischer und katholischer Theologen und dem Bund der Köngener an.
Zu seinen Schülern zählen die Professoren Helmut Köster, Dieter Georgi, Egon Brandenburger, Dieter Lührmann, Gerhard Barth, Ulrich Wilckens, Akira Satake und  Ferdinand Hahn.

## Familie
Sein Bruder war der Kirchenhistoriker und Lutherforscher Heinrich Bornkamm.
Günther Bornkamm war verheiratet mit der Theologin Elisabeth Bornkamm, geb. Zinn (1908–1995). Sie war zuvor mit Dietrich Bonhoeffer befreundet gewesen. Eine Tochter des Ehepaares ist die Anglistin Aleida Assmann.

## Schriften (Auswahl)
- Mythos und Legende in den apokryphen Thomas-Akten. Vandenhoeck & Ruprecht, Göttingen 1933.
- zusammen mit Walter Klaas: Mythos und Evangelium. Kaiser, München 1951.
- Das Ende des Gesetzes : Paulusstudien. Kaiser, München 1952.
- Jesus von Nazareth. Kohlhammer, Stuttgart [u. a.] 1956 (15. Aufl. 1995).
- zusammen mit Gerhard Barth, Heinz Joachim Held: Überlieferung und Auslegung im Matthäusevangelium. Neukirchener Verlag, Neukirchen-Vluyn 1960 (7. Aufl. 1975).
- Paulus. Kohlhammer, Stuttgart [u. a.] 1969 (7. Aufl. 1993).
- Der bedrängende Nahe. In: Walter Jens (Hrsg.): Der barmherzige Samariter. Kreuz, Stuttgart 1973, ISBN 3-7831-0413-0, s. 65–74.
- Das Vaterbild im Neuen Testament. In: Das Vaterbild in Mythos und Geschichte: Ägypten, Griechenland, Altes Testament, Neues Testament, hrsg. von Hubertus Tellenbach. Kohlhammer, Stuttgart [u. a.] 1976, S. 136–154, ISBN 3-17-002645-3.
- zusammen mit Hans Walter Wolff: Zugang zur Bibel: eine Einführung in die Schriften des Alten und Neuen Testaments. Kreuz-Verlag, Stuttgart 1980 (Studienausgabe)
- Studien zum Neuen Testament. Kaiser, München 1985.
- Werner Zager (Hrsg.): Studien zum Matthäus-Evangelium (= Wissenschaftliche Monographien zum Alten und Neuen Testament, Bd. 125). Neukirchener Verlag, Neukirchen-Vluyn 2009, ISBN 978-3-7887-2365-1.
- Werner Zager (Hrsg.): Rudolf Bultmann, Günther Bornkamm – Briefwechsel 1926-1976. Mohr Siebeck, Tübingen 2014, ISBN 978-3-16-151708-2 (527 S., eingeschränkte Vorschau in der Google-Buchsuche).